# وعد و وعید
وعد و وعید یکی از اصول دینی معتزله است.

## تعریف لغوی
وعید به معنای تهدید به عذاب است و در مقابل وعد به معنای نوید پاداش می‌باشد.

## تعریف اصطلاح
این مساله یکی از اعتقادات مسلمان‌ها و از اصول پنج گانه مکتب اعتزال است. اشاعره بر این مطلب که وعد و وعید را خدا بر خود واجب کرده است معتقد هستند. زمانی به کسانی که به منزله بین المنزلتین و وعد و وعید معتقد بودند معتزله می گفتند. وعد به معنی نوید و پاداش است و وعید به معنی تهدید به کیفر است. عقیده معتزله این است که همانطوری‌که خدا در نویدها و پاداشها به حکم "ان الله لا یخلف المیعاد" وعده خلافی نمی‌کند و محال است‌خلف وعده نماید (این جهت مورد اتفاق و اجماع مسلمین است) همچنین در زمینه کیفرها نیز تخلف نمی‌کند. علیهذا تمام وعیدهایی که در مورد فساق و فجار شده‌است که مثلاً ظالم چنین عذاب می‌کشد، دروغگو چنان و شرابخوار چنان، بدون تخلف عملی خواهد شد، مگر آنکه قبلاً در دنیا توبه کرده باشند! علیهذا مغفرت بدون توبه محال است. معتزله معتقدند که مغفرت بدون توبه مستلزم خلف وعید است و خلف وعید مانند خلف وعده قبیح و محال است. علیهذا عقیده خاص معتزله در مورد وعد و وعیدها به مسئله مغفرت مربوط می‌شود و از عقیده آن‌ها در مورد حسن و قبح عقلی ناشی می‌گردد.